# Kirow-Klasse (1938)
Die Kirow-Klasse (Киров) (Projekt 26 bzw. Projekt 26-bis/26-bis2) war eine sechs Schiffe umfassende Klasse Schwerer Kreuzer der sowjetischen Marine. Namensgeber der in den 1930er Jahren konzipierten Klasse (wie auch des Typschiffes) war der sowjetische Staats- und Parteifunktionär Sergei Mironowitsch Kirow. Alle sechs Einheiten dieses Typs – die nach russischen oder sowjetischen Politikern, Militärangehörigen oder Kulturschaffenden benannt wurden – wurden kurz vor oder während des Zweiten Weltkrieges in Dienst genommen, wobei je zwei Kreuzer für die Baltische Flotte, die Schwarzmeerflotte und die Pazifische Flotte fertiggestellt wurden. Die Schiffe überstanden sämtlich den Zweiten Weltkrieg und wurden schließlich in den 1960er und 1970er Jahren außer Dienst gestellt. Die Kreuzer der Kirow-Klasse waren die ersten großen Kriegsschiffe, die in der Sowjetunion nach Ende des Russischen Bürgerkrieges (1922) geplant und gebaut wurden. Zudem handelte es sich um die einzige Klasse von Schweren Kreuzern, von der zeitweise geplanten Fertigstellung des im Deutschen Reich angekauften Kreuzers Petropawlowsk abgesehen, die für die sowjetische Marine gebaut wurde.

## Vorgeschichte und Konstruktion
Nach den schweren Verlusten im Ersten Weltkrieg sowie den Wirren von Revolution und Bürgerkrieg war die 1922 gegründete Sowjetunion vorerst noch nicht in der Lage, selbstständig größere Kriegsschiffe zu konzipieren und zu bauen, zu sehr hatten Schwerindustrie und Versorgungswirtschaft unter den kriegerischen Umbrüchen gelitten. Zudem waren viele frühere Fachkräfte (zaristische Marineoffiziere wie auch Schiffbauingenieure) vor den Bolschewiki ins Ausland geflohen. Erst nach 1928 wurde die Industrialisierung, auch der Schiffbau, im Kontext des ersten Fünfjahresplans wieder stark vorangetrieben. Dennoch fehlte weiterhin das Fachwissen für den Bau von modernen Kriegsschiffen, weswegen die Sowjetunion, die zu diesem Zeitpunkt international noch stark isoliert war, im Ausland um Unterstützung nachsuchte.
Hierbei gelang es 1933 von der italienischen Marine die Baupläne für die Leichten Kreuzer der Montecuccoli-Klasse („Condottieri“-Typ) zu erwerben. Ursprünglich hatten die sowjetischen Konstrukteure noch einen Leichten Kreuzer mit einer Wasserverdrängung von etwa 7.200 tn.l., hoher Geschwindigkeit und einer Bewaffnung von sechs 15,2-cm-Geschützen in drei Zwillingstürmen ins Auge gefasst gehabt. Dieses Konzept wurde aber alsbald wieder verworfen, vor allem, da der Bau reiner Schwerer Kreuzer bei fast allen großen Seemächten nach den Flottenkonferenzen von Genf (1927) und London (1930) – an denen die Sowjetunion allerdings nicht teilgenommen hatte beziehungsweise zu denen sie nicht eingeladen worden war – stark vorangetrieben wurde. Nachfolgend wurde deswegen entschieden, den neuen Schiffstyp mit Geschützen vom Kaliber 18 cm in Drillingstürmen zu bewaffnen; dieses Ende der 1920er Jahre entwickelte neue Marinekaliber war ab 1932 in die sowjetische Marine eingeführt worden und wies hohe Leistungsdaten auf.

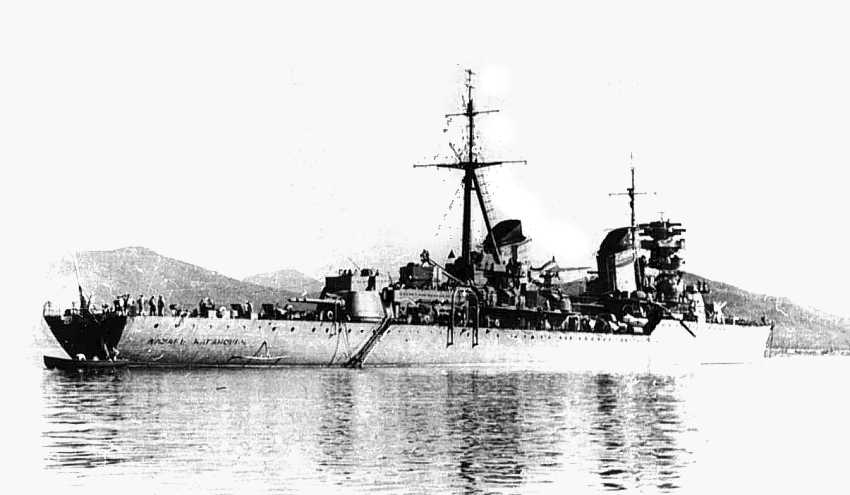
Heckansicht des Kreuzers Lasar Kaganowitsch (siehe Schriftzug achtern). Es handelt sich vermutlich um eine Nachkriegsaufnahme, da das Schiff zuvor lediglich Kaganowitsch hieß und der Vorname erst 1945 hinzugefügt wurde.

Es zeigte sich aber zugleich sehr schnell, dass die vorliegenden Pläne der Montecuccoli-Klasse einerseits eine Einbeziehung dieser schwereren Geschütze im Kontext der Schiffsgröße nicht zuließen. Zudem waren andererseits die italienischen Schiffe strukturell eher leicht gebaut, während die sowjetischen Ingenieure die oft rauen und winterlichen Wetterbedingungen in der Barentssee oder in der Ostsee zu berücksichtigen hatten. Infolgedessen wurde, wenngleich auch die architektonischen Grundzüge des italienischen Kreuzerentwurfs erhalten blieben, ein neuer Entwurf aufgelegt. Dieser sah ein Schiff mit einer Standardverdrängung von nun 7.700 tn.l. und drei Drillingstürmen vor. Rein rechnerisch konnten in dieses Konzept auch die notwendigen Verstärkungen der Rumpfverbände inkludiert werden. In der Praxis zeigten See- und Schießschäden aber später, dass die Schiffe der Kirow-Klasse immer noch vergleichsweise leicht beziehungsweise zu schwach konstruiert worden waren. Der neue Kreuzertyp wurde schließlich am 29. Dezember 1934 vom Rat der Volkskommissare gebilligt und der Auftrag zum Bau von sechs Einheiten erteilt. Die Schiffe sollten dabei in drei Losen gebaut werden, wobei je zu Jahresfrist 1934, 1935 und 1936 zwei Einheiten bewilligt werden sollten. Dies ermöglichte es, bei den Schiffen der nachfolgenden Baulose gegebenenfalls Modifikationen durchzuführen – was dann später auch geschah –, wodurch die Projektbezeichnung sich von 26 (Baulos 1934) auf 26-bis (Baulos 1935) und 26-bis2 (Baulos 1936) änderte.

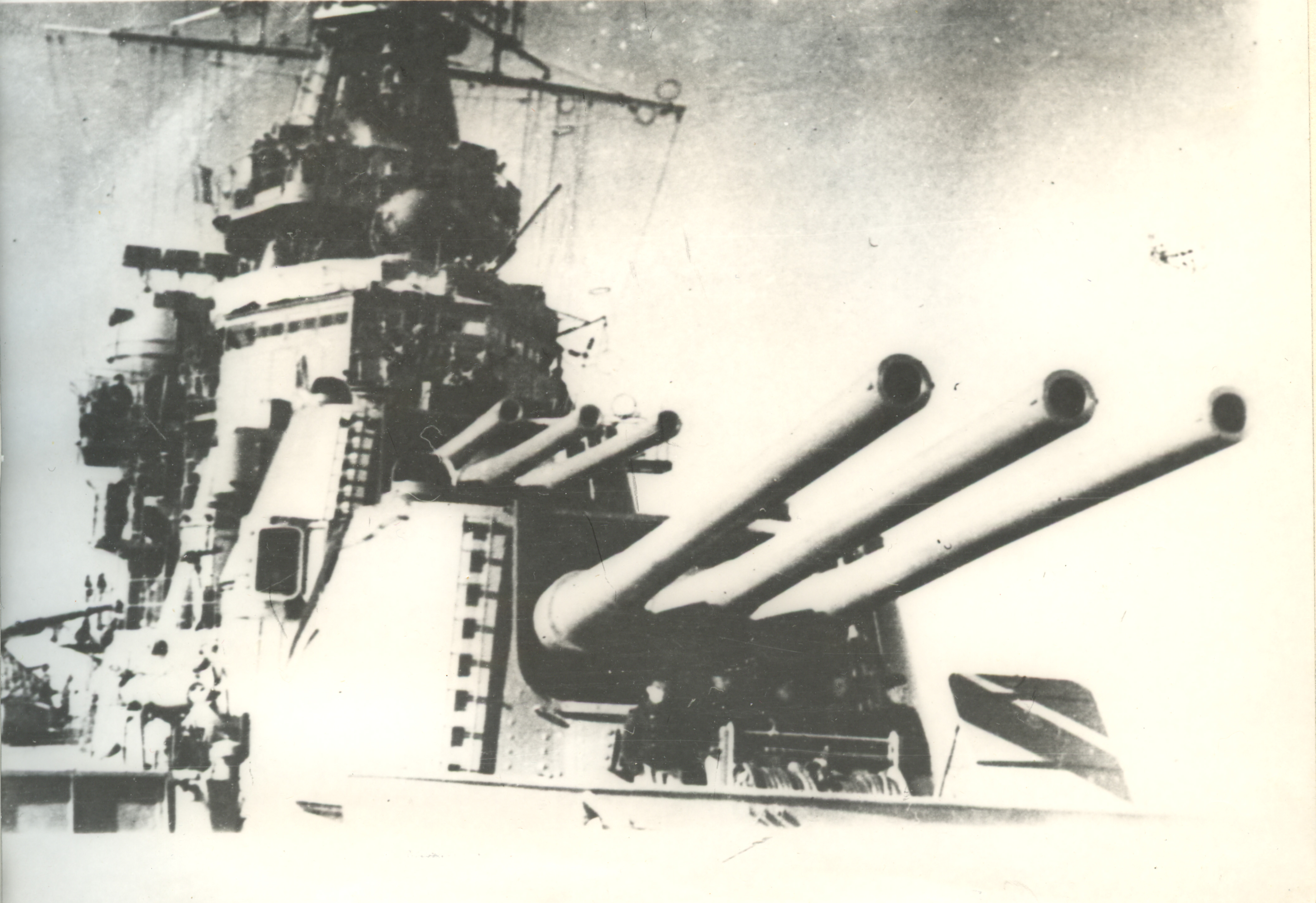
Die vorderen 18-cm-Drillingstürme des Kreuzers Woroschilow.

## Technische Details

### Bewaffnung
Die Kreuzer der Kirow-Klasse verfügten über eine aus neun 18-cm-Geschützen L/57 B-1-P Modell 1932 bestehende Hauptartillerie, welche in drei in Mittschiffslinie stehenden und je 232 (Projekt 26) bis 243 (Projekt 26-bis2) Tonnen schweren Drillingstürmen untergebracht waren. Zwei Türme, in überhöhter Aufstellung, befanden sich vor und ein Turm achtern der Aufbauten. Diese ab 1932 in der sowjetischen Marine eingeführten Geschütze verschossen eine 97,55 Kilogramm schwere, panzerbrechende Granate über eine maximale Distanz (bei 45 Grad Rohrerhöhung) von 37.800 Metern. Die Dotierung lag gewöhnlich bei 100 Granaten pro Geschütz. Diese Geschütze waren gemessen am Kaliber zwar etwas schwächer als die vergleichbaren Geschütze auf Schweren Kreuzern anderer Nationen zu jener Zeit (deren Kaliber zumeist bei 20,3 cm lag; lediglich die argentinischen Kreuzer der Veinticinco-de-Mayo-Klasse sowie die britische Hawkins-Klasse – die allerdings vor den diversen Flottenkonferenzen gebaut wurde – führten ein ähnliches Kaliber von 19 cm beziehungsweise 19,1 cm), jedoch verfügte der sowjetische Typ über eine vergleichsweise hohe Feuergeschwindigkeit von im Durchschnitt fünf bis sechs Granaten pro Minute und eine hohe Reichweite. Die Feuergeschwindigkeit des auf den Kreuzern der britischen County-Klasse genutzten 20,3-cm-Geschützes L/50 Mark VIII lag demgegenüber im Durchschnitt bei etwa vier Schuss pro Minute, die Reichweite betrug rund 28.000 Meter. Ein gravierender Nachteil hingegen war, dass die Lebensdauer der 18-cm-Geschütze, die mit einem vergleichsweise hohen Gasdruck von rund 4,0 Tonnen pro Quadratzentimeter arbeiteten (20,3 cm L/50 Mark VIII: 3,23 Tonnen pro Quadratzentimeter), sehr niedrig war – zu Beginn lag diese bei nur 70 Schuss. Spätere Varianten mit kleinerer Treibladung und tieferen Zügen erreichten dann zwar eine Lebensdauer von 320 Schuss, diese lag aber immer noch deutlich unter der des britischen Geschützes (ca. 550 Schuss).
Die mittlere Bewaffnung bestand aus sechs (ab 1942 teils acht) einzeln lafettierten 10-cm-Geschützen L/56 B-34 des Modells 1938. Dieses moderne Mehrzweckgeschütz war ab 1936 in kleiner Serie produziert und ab 1938 in die sowjetische Marine eingeführt worden. Die Kanonen verfeuerten eine 15,8 Kilogramm schwere Granate, wobei bei einer Rohrerhöhung von 85,5 Grad die maximale Schusshöhe bei rund 10.000 Metern lag. Obgleich es sich um eine vergleichsweise leistungsfähige Waffe handelte – je nach Ausbildungsstand der Bedienmannschaften lag die Feuergeschwindigkeit bei zehn bis 15 Schuss pro Minute –, erfolgte die Produktion sehr langsam. Zum Zeitpunkt des deutschen Angriffs auf die Sowjetunion im Sommer 1941 waren gerade einmal 38 bis 42 Exemplare hergestellt worden. Da nach Sommer 1941 die Heeresrüstung absoluten Vorrang erfuhr, führte dies dazu, dass die beiden in Fernost gebauten Kreuzer (Kalinin und Kaganowitsch, die erst 1942 beziehungsweise 1944 in Dienst gestellt wurden) infolge Lieferengpässen nicht mit diesen Geschützen ausgestattet wurden, sondern stattdessen je acht schwere 8,5-cm-Flak L/52 90-K in Einzellafetten erhielten. Hierbei handelte es sich um die Marineversion der schweren Heeresflak M1939 (52-K).

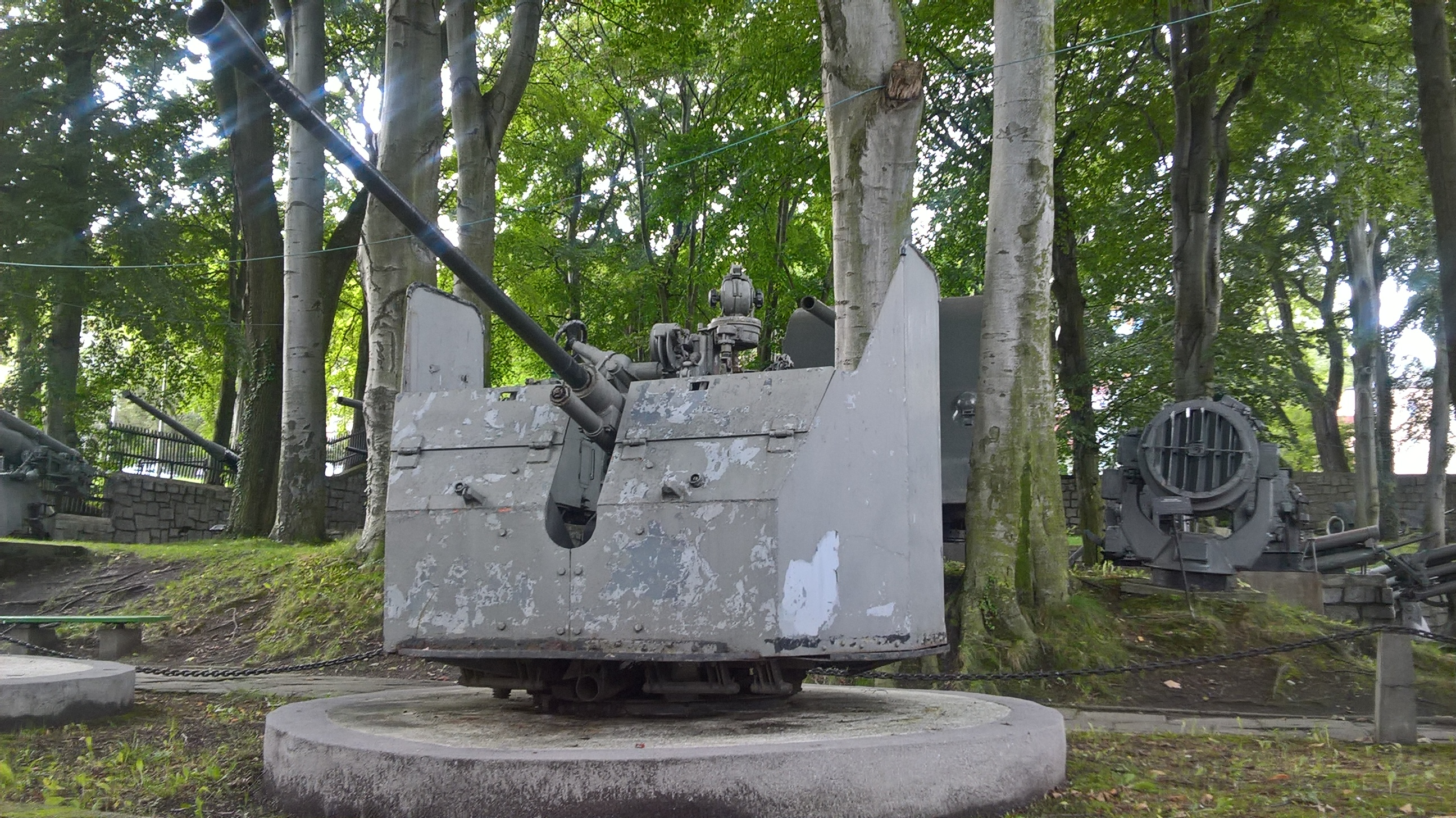
3,7-cm-Flak L/67 70-K (hier ein an Land ausgestelltes Exemplar mit Marinelafette im polnischen Nationalen Maritimen Museum in Gdynia).

Auch die leichte Flugabwehrbewaffnung variierte von Schiff zu Schiff teils stark. Gemäß den Planungen sollte diese je Kreuzer aus sechs halbautomatischen 4,5-cm-Flak L/46 21-KM Modell 1932 und vier schweren 12,7-mm-Fla-Maschinengewehren bestehen. Allerdings scheint es hierbei bereits zu Baubeginn Abweichungen gegeben zu haben. So besaß z. B. der Kreuzer Maxim Gorki von Indienstnahme im Oktober 1940 an vermutlich neun 4,5-cm-Flak 21-KM. Im Rahmen von Modifikationen wurden zwischen Spätsommer 1941 und Sommer 1943 wahrscheinlich auf fast allen Schiffen die 4,5-cm-Kanonen, die sich infolge der geringen Schussfolge (ca. 40 Schuss pro Minute) nicht bewährt haben sollen, vollständig von Bord gegeben und durch modernere 3,7-cm-Flak L/67 70-K Modell 1939/1940 ersetzt. Die Anzahl dieser Kanonen, die einzeln lafettiert waren, wich von Schiff zu Schiff erheblich voneinander ab, so dass keine einheitlichen Angaben gemacht werden können. Während beispielsweise die Kirow 1942/43 insgesamt 15 dieser Geschütze führte (dies wird auch im nebenstehenden Informationsblock so gehalten), besaß die Kaganowitsch um 1944 vermutlich deren 21. An Bord der Molotow sollen 1944 zeitweise sowohl ältere 4,5-cm-Flak 21-KM (6?) und neuere 3,7-cm-Flak 70-K (12?) nebeneinander genutzt worden sein. Auch die Maschinengewehrbewaffnung wuchs im Laufe der Einsatzzeit an. Die Anzahl lag 1943/44 bei bis zu 20 12,7-mm-Maschinengewehren, wobei sowohl Einzel- als auch teilweise Vierlingslafetten (hierbei handelte es sich möglicherweise um im Rahmen des Leih- und Pachtgesetzes gelieferte Vickers-Lafetten) zum Einbau kamen.
Alle Einheiten der Kirow-Klasse besaßen sechs 53,3-cm-Torpedorohre (Typ 39Y / 53-38U) in zwei schwenkbaren Drillingsrohrsätzen, die beiderseits des Flugzeugkatapultes an Oberdeck aufgestellt waren. Die Torpedobewaffnung verblieb die gesamte Kriegszeit über an Bord und war noch 1946 auf allen Schiffen vorhanden. Daneben waren alle Kreuzer auch zum Legen von Seeminen ausgestattet, wobei beiderseits der Aufbauten Minenlegeschienen etwa von Höhe des hinteren Schornsteins bis zum Heck verliefen. Im Regelfall konnten bis zu 100 Minen (Typ KB 1940, Ankertauminen) mitgeführt werden, wobei die Woroschilow allerdings bis zu 164 Minen aufnehmen konnte (vermutlich war dies möglich, weil dieses Schiff längere Minenlegeschienen besaß).

### Maschinenanlage
Die Maschinenanlage der Schiffe der Kirow-Klasse bestand aus sechs ölbefeuerten Wasserrohrkesseln vom Yarrow-Normand-Typ und zwei Getriebeturbinen, welche zwei Wellen ansteuerten. Das Typschiff Kirow erhielt noch die komplette Maschinenanlage des italienischen Kreuzers Eugenio di Savoia, die von Ansaldo gebaut und geliefert worden war. Die dabei genutzten Turbinen vom Belluzzo-Typ dienten den sowjetischen Ingenieuren als Vorlage für die Entwicklung eigener Turbinen (Typ TV-7), die auf allen nachfolgenden Schiffen dieser Klasse zum Einbau kamen und die sich als leistungsfähiger als die italienischen Originale erwiesen. Dies führte dazu, dass die Leistungsdaten der Maschinen der einzelnen Schiffe teils beträchtlich voneinander abwichen. Gemäß den Planungen hätte die Maschinenanlage auf zwei dreiflügeligen Propellern von je 4,67 m Durchmesser eine Leistung von 110.000 WPS gewährleisten und veranschlagt eine Höchstfahrt von 35 kn (ca. 65 km/h) ermöglichen sollen.

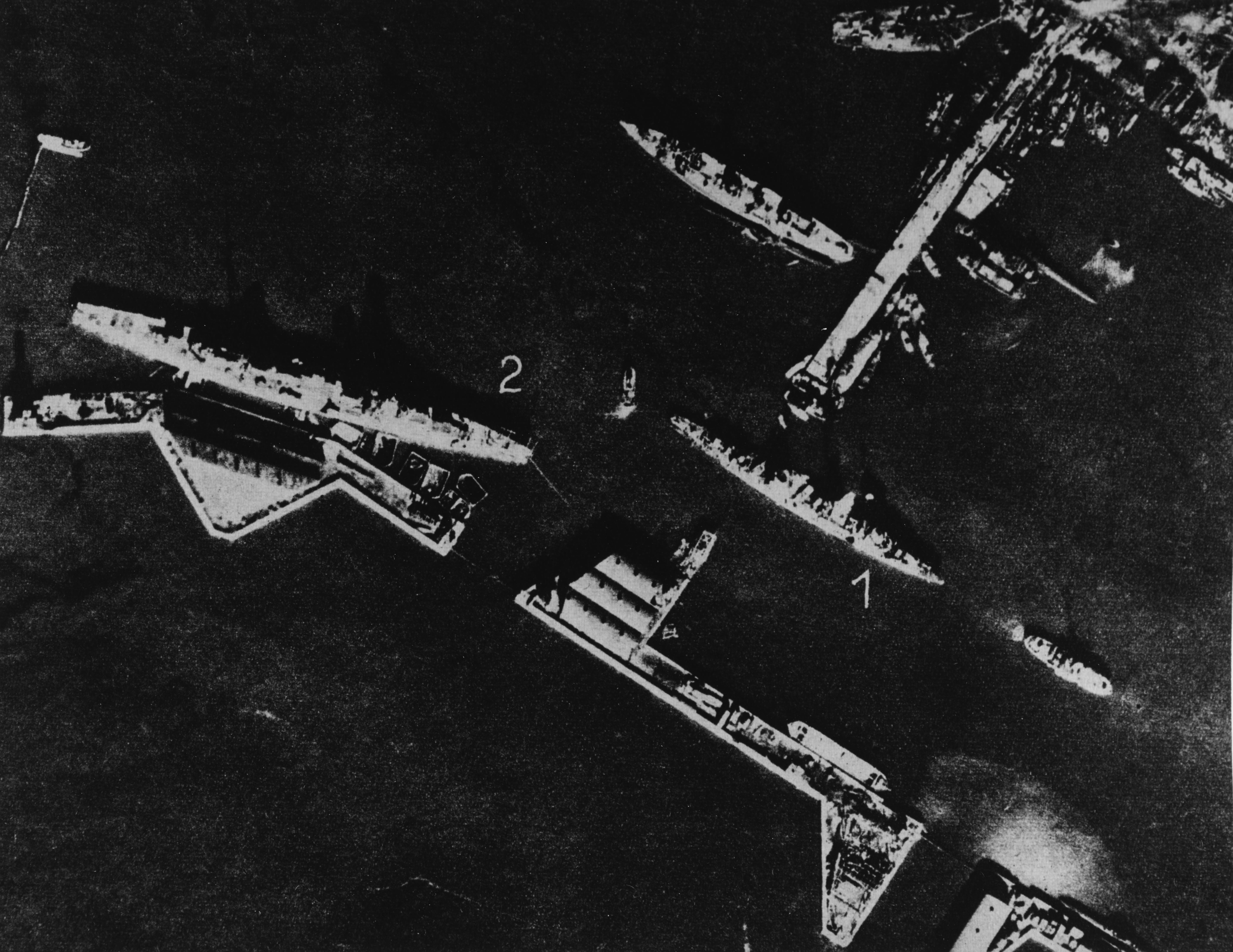
Deutsche Luftaufnahme des Kreuzers Kirow (links im Bild) in Leningrad.

Bei Test- bzw. sogenannten Meilenfahrten wurden diese Werte jedoch von allen Schiffen überboten. Während der Tests erreichte die Kirow – mit ihrer originalen italienischen Antriebsanlage – bei 113.500 WPS eine Höchstfahrt von 35,94 kn (66,5 km/h). Der Kreuzer Woroschilow indessen, das schnellste Schiff der Klasse, erfuhr mit den sowjetischen Turbinen bei einer Maschinenleistung von 122.500 WPS eine Höchstgeschwindigkeit von 36,72 kn (68 km/h). Allerdings wurde dieser Wert bei einer Wasserverdrängung von etwa 8.400 tn.l. erfahren, also nicht unter Bedingungen mit voller Einsatzverdrängung. Die leistungsstärkste Maschinenanlage (133.000 WPS) befand sich an Bord der Molotow, die hiermit eine Höchstfahrt von 36,32 kn erreichte.
Diese Testfahrtergebnisse müssen allerdings mit einer gewissen Skepsis betrachtet werden, da diese oftmals nicht mit Einsatzverdrängung und zudem mit kurzzeitiger Turbinenübersteuerung erzielt wurden. Unter Einsatzbedingungen dürfte die Höchstgeschwindigkeit bei etwa 33 bis 34 kn gelegen haben, womit die Schiffe aber immer noch als vergleichsweise sehr schnelle Kreuzer gelten müssen. Für gewöhnlich besaßen zumindest die letztgebauten Schiffe der Klasse einen Vorrat an Öl von maximal 1.660 Tonnen. Bei einer sparsamen Fahrtstufe von 18 kn lag die maximale Reichweite bei etwa 3.600 bis 4.200 Seemeilen. Allerdings gab es hierbei auch starke Abweichungen in den Angaben; so soll die Reichweite des schnellsten Schiffes der Klasse, der Woroschilow, nur ungefähr bei 2.140 Seemeilen gelegen haben.

### Panzerschutz
Die Schiffe verfügten über einen 121 Meter langen und 3,4 Meter hohen Seitenpanzer – wobei 2,1 Meter über und 1,3 Meter unter der Wasserlinie lagen –, der vor dem vordersten Artillerieturm begann und bis knapp hinter den achteren Turm reichte. Bei den Einheiten des Projektes 26 lag die Stärke dieses Panzergürtels bei lediglich 50 mm, was sich im Nachgang als zu schwach herausstellte, um den Planungen entsprechen zu können (Schutz vor auf acht Kilometer Distanz abgefeuerten und im flachen Winkel einfallenden 15,2-cm-Granaten). Da dieser Panzerschutz ferner im Durchschnitt etwa 50 Prozent schwächer war als der Schutz von vergleichbaren ausländischen Kreuzertypen, erhielten die Schiffe der Projekte 26-bis und 26-bis2 einen auf 70 mm verstärkten Seitenpanzer. Das Panzerdeck, die Rauchfänge der Schornsteine, die Turmbarbetten sowie die Frontseiten der Hauptartillerietürme maßen 50 mm Dicke (Frontseiten der Türme bei den Projekten 26-bis und 26-bis2: 75 mm). Den stärksten Panzerschutz wies mit 150 mm die Stirnseite der Kommandobrücke auf (Seitenbereiche: 100 mm). Ferner verfügten alle Schiffe über eine Panzerbox von 20 mm (später 30 mm) Stärke über der Rudermaschine.
Der Schutz gegen Unterwassertreffer muss als unzureichend angesehen werden. Zwar verfügten alle Einheiten über eine gute innere Unterteilung sowie einen Doppelboden, jedoch hatte aus Platzgründen auf ein Torpedoschott verzichtet werden müssen. Lediglich im Bereich der Maschinenanlage gab es seitliche Schutzbleche, die indessen nicht durchgehend waren, von nur 14 mm Stärke. Ein wirkungsvoller Schutz gegen Torpedotreffer konnte hiermit jedoch nicht gewährleistet werden.

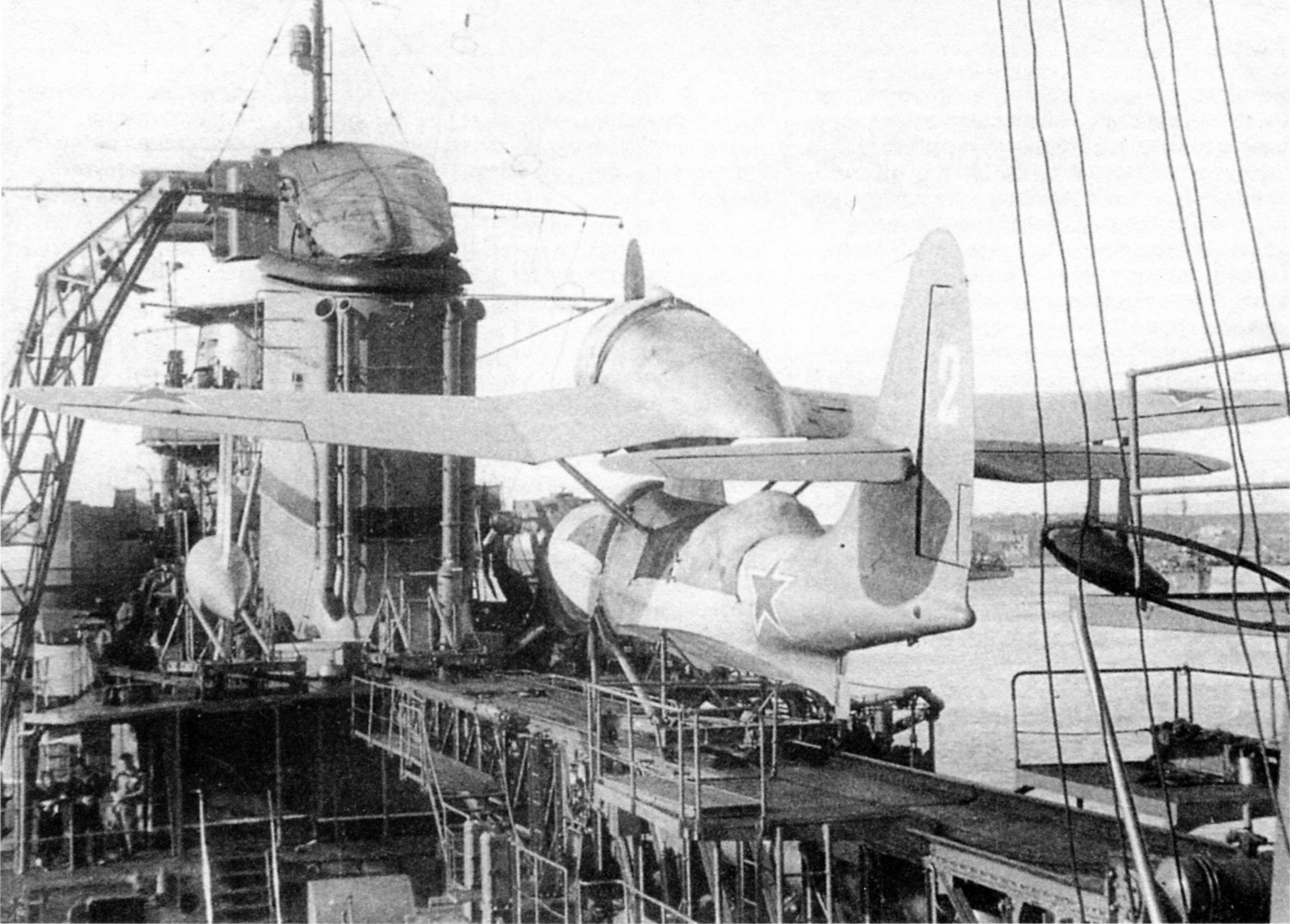
Ein Be-4/KOR-2-Flugboot an Bord des Kreuzers Molotow (um 1941).

### Flugzeugausstattung und Sensoren
Alle Einheiten führten ab der Indienstnahme ein zwischen den Schornsteinen aufgestelltes, um 360 Grad drehbares Flugzeugkatapult. Als Vorlage dienten dabei zwei 1937 im Deutschen Reich gekaufte Dampfkatapulte des Typs K-12 von Heinkel, die auf Kirow und Woroschilow zum Einbau kamen. Die nachfolgenden Schiffe erhielten später sowjetische Eigenentwürfe (Typ ZK-1a/ZK-2b), die lose auf dem Heinkel-Modell basierten. Im Normalfall führte jeder Kreuzer zwei Bordflugzeuge des Typs Berijew KOR-1 oder (ab 1941) Berijew Be-4 (KOR-2) mit sich. Die Flugzeugausstattung wurde circa ab dem Sommer 1942 bei den Schiffen des Projektes 26 und teils des Projektes 26-bis wahlweise von Bord gegeben, um Platz für zusätzliche Flugabwehrkanonen zu schaffen. 1945 sollen nur noch Molotow, Kaganowitsch und Kalinin ihre Flugzeugausstattung besessen haben. Bis spätestens 1947 wurde sie jedoch auch bei diesen drei Kreuzern ausgebaut.
Die schwere Artillerie wurde über Entfernungsmesser des Typs KPD-6 bzw. KPD-3-6 gerichtet, wobei jeder Turm über ein Sechs-Meter-Basisgerät (DM-6) verfügte. Die Messdaten wurden beim Projekt 26 über das Zentralfeuerleitsystem Molnija (russisch Молния für Blitz) verarbeitet, wobei dieses auf einem italienischen Entwurf basierende und mechanische Rechnersystem (Typ TsAS-1) als vergleichsweise leistungsfähig galt und die parallele Verfolgung mehrere Ziele sowie eine individuelle Turmfeuerleitung erlaubte. Die Schiffe der Projekte 26-bis und 26-bis2 führten ein verbessertes System (Molnija-ATs), welches auch Daten von Beobachtungsflugzeugen zwecks der Feuerleitung verarbeiten konnte. Hierbei konnten – rein rechnerisch und nicht äquivalent zur eigentlichen Schussweite betrachtet – Zieldaten über eine Distanz von bis zu 45.000 Metern erfasst werden.
Als erste (und einzige) Einheit der Klasse erhielt die Molotow 1940 testweise ein frühes sowjetisches Radar des Typs Redut-K (50 kW) für die Luftraumbeobachtung. Dieses noch relativ einfache Gerät arbeitete auf vier Metern Wellenlänge und besaß eine maximale Reichweite von etwa 65 Seemeilen. Im späteren Verlauf des Krieges erhielten alle Schiffe über das Leih- und Pachtgesetz verschiedene westalliierte Radarsysteme, darunter ab 1942 britische Typ-281- und Typ-291-Luftwarngeräte. Auch US-Radarsysteme des Typs SG (Luftwarnradar, 10-cm-Wellenlänge, 16 Seemeilen Reichweite) kamen ab 1943 zum Einbau. Für die Feuerleitung der schweren 18-cm-Geschütze erhielten zumindest die beiden in Fernost gebauten Kreuzer ab 1944 zudem auch das britische Radar des Typs 284 (50-cm-Wellenlänge, zehn Seemeilen Reichweite).

### Sonstiges und Beurteilung
Die Kreuzer der Kirow-Klasse galten bei ihren Besatzungen als beliebt bzw. die Kirow selbst wurde gemäß Konteradmiral Juri Alexandrowitsch Pantelejew (der 1941/42 die Leitung des Leningrader Flottenstützpunktes innehatte) als „Liebling der Flotte“ bezeichnet. Dies lag auch daran, dass die Schiffe vergleichsweise wohnlich eingerichtet und gut lüftbar waren. Alle Einheiten verfügten über kleine Bibliotheken und Saunabereiche für die Besatzung. Zudem gab es an Bord aller Schiffe eine gut ausgestattete Zahnarztpraxis und Röntgengeräte, was zu diesem Zeitpunkt auf sowjetischen Kriegsschiffen (und auch international betrachtet) nicht üblich war. Die Kreuzer besaßen eine im Verhältnis zu ihrer Größe gute Feuerkraft und galten als überdurchschnittlich schnell.
Schwachpunkte waren indessen der relativ schwache Panzerschutz sowie die unzureichenden Schutzeinrichtungen gegen Unterwassertreffer. Auch waren die Verbände insgesamt betrachtet zu schwach konstruiert worden. Neben Seeschäden in stürmischem Wetter kam es beim Feuern von Turmsalven bei den Schiffen immer wieder auch zu Schießschäden durch die Erschütterungen. Infolge verzogener Platten und Verbände verkanteten sich beispielsweise auf dem Kreuzer Molotow zweimal die Turmschwenkwerke, was dazu führte, dass das Abfeuern von Turmsalven untersagt wurde und stattdessen die Rohre nur noch nacheinander abgefeuert werden durften.

## Einheiten der „Kirow“-Klasse

### Erste Gruppe (Projekt 26)
Besonderheiten: Seitenpanzer und Frontseiten der Hauptartillerietürme nur 50 mm stark, Panzerbox Rudermaschine 20 mm stark gepanzert, Typschiff Kirow erhielt noch die komplette Maschinenanlage des italienischen Kreuzers Eugenio di Savoia. Flugzeugkatapulte von Heinkel.
| Schiff                  | Bauwerft                        | Kiellegung       | Indienststellung   | Anmerkungen und Verbleib |
| ----------------------- | ------------------------------- | ---------------- | ------------------ | --- |
| Kirow (Киров)           | Ordschonikidse-Werft, Leningrad | 22. Oktober 1935 | 23. September 1938 | Nach Indienstnahme Baltenflotte. 1939/40 Teilnahme am Winterkrieg gegen Finnland (Beschießung finnischer Stellungen auf Russarö im Dezember 1939). Sommer 1940: Teilnahme an der Besetzung der baltischen Staaten. Nach deutschem Angriff im Juni 1941 zeitweise Verteidigung von Tallinn, im August 1941 Rückzug nach Leningrad, dort nachfolgend durch deutsch-finnische Minensperren blockiert. 7./8. September 1941: Beschießung deutscher Bereitstellungen bei Peterhof und Krasnoje Selo. April 1942: Bei deutschen Luftangriffen auf Leningrad durch drei Bombentreffer stark beschädigt (86 Tote). Reparatur bis Sommer 1942. 1942/43 keine operativen Einsätze, stationäres Flugabwehrschiff in Leningrad und vor Kronstadt. Januar 1944: Artillerieunterstützung der Leningrad-Nowgoroder Operation zur endgültigen Sprengung des deutschen Belagerungsringes um Leningrad. Sommer 1944: Beschießung finnischer Stellungen auf der Karelischen Landenge im Rahmen der Wyborg-Petrosawodsker Operation. Bis Kriegsende 1945 keine weiteren Operationen. Im Oktober 1945 vor Kronstadt durch eine noch nicht geräumte deutsche Seemine schwer beschädigt, Reparatur bis Ende 1946. Grundüberholung und Modernisierung zwischen 1949 und 1953, danach Trainings- und Ausbildungsschiff. Besuch in der Deutschen Demokratischen Republik im August 1961. Auf Abbruch verkauft am 22. Februar 1974. Endgültige Verschrottung möglicherweise erst 1978. |
| Woroschilow (Ворошилов) | Marti-Süd-Werft, Nikolajew      | 15. Oktober 1935 | 20. Juni 1940      | Nach Indienstnahme Schwarzmeerflotte. Juni 1941: Nach deutschem Angriff Vorstoß gegen Constanța am 23. Juni. September 1941: Zeitweilige Verteidigung von Odessa, danach Rückzug nach der Ostküste des Schwarzen Meeres. November 1941: Bei deutschen Luftangriffen auf Noworossijsk Bombentreffer erhalten, Reparatur in Poti bis Januar 1942. April 1942: Beschießung von Feodossija, desgleichen im Mai 1942 gegen deutsche Stellungen entlang der Straße von Kertsch und auf der Taman-Halbinsel. Ferner Überführung der sowjetischen 9. Marine-Infanteriebrigade nach Sewastopol. November 1942: Vorstoß gegen die rumänische Küste, dabei Minentreffer vor der Schlangeninsel. Reparatur bis Anfang 1943 in Poti. Ende Januar 1943: Küstenbeschießungen bei Kap Myschako im Rahmen der Nordkaukasischen Operation. Danach keine operativen Einsätze mehr. Nach 1945 Ausbildungsschiff. Um 1952 (oder 1954?) Modernisierung und Umbau. Nutzung als Raketentestschiff (Projekt 33) unter der Bezeichnung OS-24 ab 1961, dabei zuvor Entfernung der schweren Artillerie. Erneuter Umbau 1963 bis 1965 (Projekt 33M). Ab 1971/72 Wohnhulk in Sewastopol unter der Klassifizierung PKZ-19. Um 1973 auf Abbruch verkauft. |

### Zweite Gruppe (Projekt 26-bis)
Zweites Baulos, bei welchem der Seitenpanzer der Kreuzer auf 70 mm verstärkt wurde. Die Molotow wurde 1941 als erstes sowjetisches Kriegsschiff mit einem Luftwarn-Radargerät (Redut-K) ausgestattet.
| Schiff                       | Bauwerft                        | Kiellegung        | Indienststellung  | Anmerkungen und Verbleib |
| ---------------------------- | ------------------------------- | ----------------- | ----------------- | --- |
| Maxim Gorki (Максим Горький) | Ordschonikidse-Werft, Leningrad | 20. Dezember 1936 | 12. Dezember 1940 | Ab Indienstnahme Baltenflotte. 23. Juni 1941: Während Sicherung eines offensiven Minenunternehmens Minentreffer im westlichen Finnischen Meerbusen erlitten, hierbei Bug abgerissen. Schiff zunächst im Schlepp nach Tallinn, im Juli 1941 nach Leningrad verbracht. Dort nur Notreparatur. Nachfolgend Blockierung in und Verteidigung von Kronstadt bzw. Leningrad (siehe Kirow). April 1942: Bei deutschen Luftangriffen sieben Bombentreffer erhalten, mäßige Schäden (32 Tote). Behelfsreparaturen. 1944: Teilnahme an und Unterstützung der Leningrad-Nowgoroder Operation (siehe Kirow). Endgültige Wiederinstandsetzung erst nach Kriegsende. 1946/47: Zeitweise Flaggschiff der Baltenflotte. 1947: Testschiff für Einsätze des Helikopters Kamow Ka-10, erste Landung an Bord eines sowjetischen Kriegsschiffes am 7. Dezember 1947. 1953 bis 1955: Modernisierungen. Abbruch der Umbauarbeiten zu Raketenversuchsschiff 1956, da als nicht mehr lohnenswert angesehen. Nachfolgend gestrichen und 1959 auf Abbruch verkauft. |
| Molotow (Молотов)            | Marti-Süd-Werft, Nikolajew      | 14. Januar 1937   | 14. Juni 1941     | Ab Indienstnahme Schwarzmeerflotte. Nach dem deutschen Angriff im Juni 1941 zunächst Radarwarnschiff in Sewastopol und Tuapse. November 1941: Beschießung von Feodossija. 24.–29. Dezember 1941: Nachschubfahrten von Poti nach Sewastopol (dabei 386. Schützendivision überführt, auf Rückweg 600 Verwundete evakuiert). Nach Sturmschäden im Januar 1942, Beschießung deutscher Positionen bei Kertsch im März 1942. Mai/Juni 1942: Überholung und Reparatur in Poti. Mitte Juni 1942: Zwei erfolgreiche Nachschub- und Evakuierungsfahrten nach Sewastopol (dabei alleine am 15. Juni 1942 insgesamt 2.908 Verwundete und Flüchtlinge an Bord genommen). Im August 1942, während Beschießungsmission vor Feodossija, Gefecht mit italienischen MAS-Schnellbooten und deutschen Torpedoflugzeugen. Dabei Torpedotreffer erlitten, Bug auf 20 Meter Länge abgerissen. Nach Poti eingebracht, behelfsmäßige Reparatur bis Sommer 1943, danach keine operativen Einsätze mehr. Endgültige Reparatur nach Kriegsende. Oktober 1946: Munitionsbrand (22 Tote). 1947–1949: Radartestschiff. 1952–1955: Umbau und Modernisierung (Flugabwehrleitschiff). 1955: Teilnahme an Rettungsversuchen nach dem Untergang des Schlachtschiffes Noworossijsk, dabei fünf Todesopfer unter der eigenen Besatzung. August 1957: Umbenennung in Slawa (Слава). Ab 1961 Schulschiff. Patrouille vor der syrischen Küste während des Sechstagekrieges 1967. Dezember 1970: Erneute Fahrt ins Mittelmeer. 1971: Außerdienststellung. Zum Abbruch verkauft am 4. April 1972. |

### Dritte Gruppe (Projekt 26-bis2)
Drittes Baulos, wobei deren Schiffe beide in Fernost gebaut wurden. Bei beiden Einheiten wurde die Verstärkung des Seitenpanzers auf 70 mm beibehalten, ebenso wurden die Frontseiten der Hauptartillerietürme auf 75 mm verstärkt, die Panzerbox der Rudermaschine auf 30 mm. Erhöhung des Treibstoffvorrats auf rund 1.660 Tonnen. In der Folge stieg die maximale Wasserverdrängung dieser Schiffe auf etwa 10.400 tn.l. an.
| Schiff                   | Bauwerft                       | Kiellegung      | Indienststellung  | Anmerkungen und Verbleib |
| ------------------------ | ------------------------------ | --------------- | ----------------- | --- |
| Kaganowitsch (Каганович) | Amur-Werft, Komsomolsk am Amur | 26. August 1938 | 6. Dezember 1944  | Nach Indienstnahme Pazifikflotte. Erhebliche Bauverzögerungen infolge Kriegsauswirkungen (ein Teil der Maschinenanlage wurde in Stalingrad gefertigt, aber dort während der Schlacht von Stalingrad in den Fabriken zerstört, so dass 1943/44 erst neue Turbinensätze in Petropawlowsk-Kamtschatski gefertigt werden mussten). Keine operativen Kriegseinsätze. 1945 Umbenennung in Lasar Kaganowitsch, um 1957 erneute Umbenennung in Petropawlowsk (Петропавловск) aufgrund politischer Hintergründe (siehe Entstalinisierung). Genaues Schicksal unklar, vermutlich aber im Februar 1960 auf Abbruch verkauft. |
| Kalinin (Калинин)        | Amur-Werft, Komsomolsk am Amur | 12. August 1938 | 31. Dezember 1942 | Nach Indienstnahme Pazifikflotte. Bauverzögerungen durch Kriegseinwirkungen. Keine operativen Kriegseinsätze. Geplante Verlegung zur sowjetischen Nordflotte 1943 nicht durchgeführt. Nach 1945 zeitweise Flaggschiff der Pazifikflotte (1951 und 1953). 1956 eingemottet und aufgelegt. Ab 1960 Kasernenhulk unter der Bezeichnung PKZ-21. Ab August 1963 verschrottet. |

## Einsatzspektrum

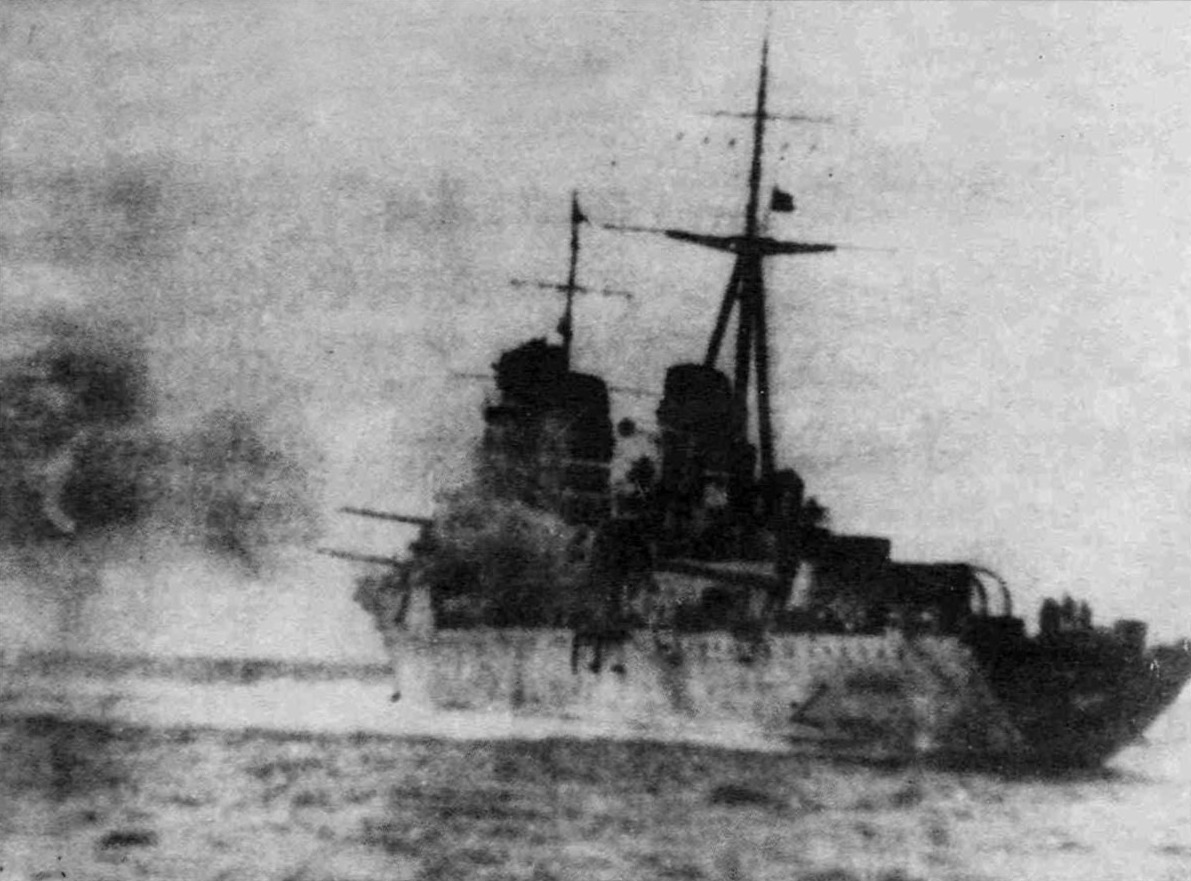
Kreuzer Molotow bei der Beschießung von Kertsch (März 1942).

Während die beiden zuletzt in Fernost gebauten Einheiten infolge ihrer späten Indienstnahme keine nennenswerten Einsätze sahen, verzeichneten die beiden im Schwarzen Meer eingesetzten Kreuzer – Molotow und Woroschilow – eine rege Einsatztätigkeit. Beide Schiffe unterstützten in der Anfangsphase des Deutsch-Sowjetischen Krieges die Verteidigung der wichtigen sowjetischen Stützpunkte Odessa und Sewastopol, dies sowohl durch Küstenbeschießungen als auch durch Nachschub- und Evakuierungsfahrten. Im späteren Kriegsverlauf griffen beide Kreuzer mit ihrer Artillerie mehrfach auch bei Landungsoperationen ein, so etwa bei der Kertsch-Feodossijaer Operation 1941/42, bei den Kämpfen um Kertsch im Frühjahr 1942 sowie während der Nordkaukasischen Operation 1943. Nachdem im Oktober 1943 deutsche Sturzbomber südöstlich der Halbinsel Krim drei sowjetische Zerstörer versenkt hatten, ordnete Josef Stalin an, dass Schiffe von der Zerstörergröße an aufwärts nur noch mit seiner direkten Genehmigung eingesetzt werden durften, worauf die beiden Schwarzmeerkreuzer nachfolgend bis Kriegsende keine weiteren Einsätze bestritten.
Die beiden bei der Baltischen Flotte eingesetzten Kreuzer – Kirow und Maxim Gorki – mussten 1941 infolge des anfangs raschen Vorrückens deutscher Heerestruppen in schneller Abfolge die Stützpunkte Libau, Riga und Tallinn räumen und nach Leningrad beziehungsweise Kronstadt verlegen. Dort wurden beide Kreuzer für die Restdauer des Krieges durch deutsch-finnische Minensperren im Finnischen Meerbusen blockiert. Obgleich beide Schiffe bei deutschen Luftangriffen mehrfach Beschädigungen erlitten, leisteten sie mit ihrer schweren Artillerie (und Flak) einen wertvollen Beitrag bei der Verteidigung Leningrads und unterstützten im Januar 1944 die letztendliche Aufsprengung des deutschen Belagerungsrings um Leningrad (Leningrad-Nowgoroder Operation).
Nach Kriegsende 1945 wurden die Kreuzer der Kirow-Klasse in den frühen 1950er Jahren modernisiert und teils zu Testschiffen (Radarleitschiff, Raketentestschiff) umgebaut oder als Schulschiffe eingesetzt. Als erste Einheit stellte um 1960 die Petropawlowsk (bzw. vormals Kaganowitsch) außer Dienst. Als letzte Einheit wurde 1974 das Typschiff Kirow nach rund 36 Jahren Dienstzeit zum Abwracken verkauft.